# Жозеф Луї Анн Авеноль
Жозеф Луї Анн Авеноль (фр. Joseph Louis Anne Avenol; 9 червня 1879, у Мелле (Де-Севр) департамент Де-Севр, Франція — 2 вересня 1952, Дюльє в кантоні Во, Швейцарія) — французький дипломат, другий Генеральний секретар Ліги Націй (3 липня 1933 — 31 серпня 1940).

## Біографія
Авеноль був направлений до Ліги Націй французьким міністерством фінансів у 1922 році, де відповідав за витрачання фінансів організації. У 1923 році був призначений заступником Генерального секретаря Ліги Націй. У 1933 році, коли Ерік Драммонд пішов у відставку, Авеноль був обраний Генеральним секретарем Ліги Націй (його попередник був англійцем, і Франція наполягла, щоб на цього разу пост генсека зайняв француз). На посту генсека Авеноль проводив вкрай реакційну політику умиротворення агресорів і був непримиренним ворогом СРСР.
Авеноль очолив Лігу Націй незабаром після того, як Японія вийшла з неї. Потім Німеччина також залишила Лігу. Після цих подій Авеноль вживав різних заходів для запобігання критики цих країн, з тим, щоб «заманити» їх назад у Лігу. Коли Італія увірвалася до Ефіопії у 1935 році, головною турботою Авеноля стало збереження Італії в організації, а не захист Ефіопії.
Коли німці увійшли в Париж в червні 1940 року, Авеноль сказав своєму грецькому помічникові Танассісу Агнідесу:
| Ліві лапки | Ми повинні працювати рука об руку з Гітлером, щоб домогтися єдності Європи і перемогти Англію. | Праві лапки |

 Він написав маршалу Петену лист, де запевнив того в своєї лояльності щодо уряду Віші.
Проте він звільнив більшість співробітників Ліги Націй, включаючи всіх британських співробітників. 31 серпня 1940 року Авеноль покинув Лігу Націй і поїхав з Женеви. У Франції він запропонував свої послуги уряду Віші, але вони не були прийняті, і в 1943 році, він був змушений утекти назад до Швейцарії. У 1952 році помер у швейцарському кантоні Во.